# Корте (монета)

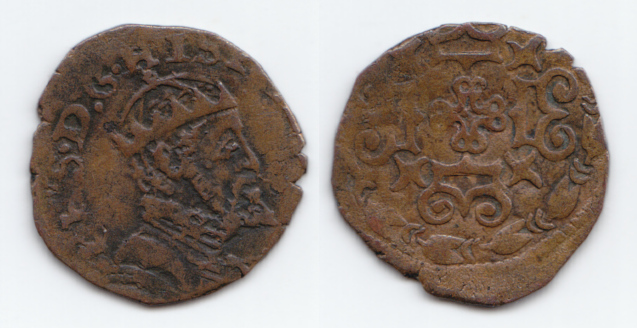
Корте 1556—1567 годов, Испанские Нидерланды, Филипп II, Брабант. Отчеканена в Антверпене или Маастрихте, медь, диаметр 17,5-18 мм, вес 1.24 г.

Корте (нидерл. korte или corte) — мелкая разменная монета, чеканившаяся в XIV—XVI веках во Фландрии и Брабанте. Впервые была отчеканена графом Фландрии Людовиком II Мальским (1330—1384). В начале XVI века корте стали изготавливать из меди, постепенно вес монеты уменьшился с 1,92 до 1,2 граммов; в то время это была одна из самых мелких разменных монет Испанских Нидерландов. С 1521 года корте, помимо Фландрии и Брабанта, начинают чеканить в Гелдерланде и Рекхейме. В середине XVI века 1 корте равнялся 1/24 стювера или 1/3 дуита.
С 1579 года выпуск этих монет был прекращен. Также чеканились монеты достоинством в 2 корте.